# Bad Sulza
Bad Sulza är en stad i Landkreis Weimarer Land i förbundslandet Thüringen i Tyskland. Mellan år 1933 och 1936 fanns här ett koncentrationsläger.
Kommunen Ködderitzsch uppgick i staden den 1 januari 2019 och kommunen Saaleplatte den 31 december 2019. Bad Sulza ingår i förvaltningsgemenskapen Bad Sulza tillsammans med kommunerna Eberstedt, Großheringen, Niedertrebra, Obertrebra, Rannstedt och Schmiedehausen.

## Bilder
|                                 |
| Rester av koncentrationslägret. |